# ZOO (バンド)
ZOO（ズー）は、ザ・ワイルドワンズの植田芳暁がポール金森と結成したバンド。
1972年に「鳩が来る」でデビューした。当初のメンバーは植田芳暁、ポール金森、杉原マイヤー、奥田トミー。杉原がすぐに抜け、元カサノバ・セッテの松尾ゆかりが加入した。
デビューしてまもなく、日本テレビ系で始まった音楽バラエティ番組『ぎんぎら!ボンボン!』の司会に抜擢されたが、番組は3ヶ月で打ち切られ、短期間の司会で終わった。
バンドも後に活動を停止したが、停止時期は明確でない。

## ディスコグラフィー
シングル
- 鳩が来る（1972年）

　B面：エトセトラ
（共に作詞：千家和也、作曲：加瀬邦彦、編曲：高田弘）
- ふたり物語（1973年）

（作詞：安井かずみ、作曲：加瀬邦彦、編曲：高田弘）
　B面：今でもある童話
（作詞：千家和也、作曲：加瀬邦彦、編曲：馬飼野俊一）
- 愛のピエロ（1973年）

（作詞：えおりたかし、作曲：加瀬邦彦、編曲：星勝）
　B面：気になるあの娘
（作詞：植田芳暁、作曲：加瀬邦彦、編曲：高田弘）
（いずれもワーナー・パイオニアから発売）

## 出演
- ぎんぎら!ボンボン!（1972年10月8日 - 12月31日、日本テレビ） - レギュラー
- どっこい大作（1973年、NET・東映） - 第42話、第43話ゲスト。第43話では歌も披露した。トミーのみ「山岸とみ」という役名があり、残りの3人は「その仲間」とクレジットされていた。